# Sesbania rostrata
Espèce
Synonymes
- Sesbania hirticalyx Cronquist[1]
- Sesbania pachycarpa sensu auct.[1]

Sesbania rostrata est une espèce de plantes à fleurs de la famille des Fabaceae et du genre Sesbania, présente dans de nombreux pays d'Afrique tropicale.